# Deng Yaping
Deng Yaping (鄧亞萍, Zhengzhou, 5 februari 1973) is een Chinees oud-tafeltennisster. Tussen 1989 en 1997 won de rechtshandige shakehand-speelster zes wereldtitels en werd ze vier keer Olympisch Kampioen. In 2003 werd ze opgenomen in de ITTF Hall of Fame.

## WK-titels
Deng won haar eerste wereldtitel in 1989 in het vrouwendubbel met Qiao Hong, toen ze zestien jaar oud was.. Twee jaar later werd ze voor het eerst wereldkampioen in het enkelspel door in de finale de Noord-Koreaanse speelster Li Bun-hui te kloppen. Zowel in 1995 als in 1997 werd ze mondiaal enkel- en dubbelspelkampioen. Inclusief titels voor landenteams en World Cups, werd ze veertien keer wereldkampioen. Deng was in 1996 de eerste winnares van de ITTF Pro Tour Grand Finals, in zowel het enkel- als dubbelspel (met Yang Ying tegen Ryu Ji-hae en Park Hae-jung).

## Olympisch
Deng greep daarnaast zowel de enkel- als dubbelspeltitel op de Olympische Zomerspelen 1992 als op die van 1996. Beide dubbels won ze met opnieuw Qiao Hong naast haar. Haar eerste Olympische enkelspel titel won ze juist door Qiao Hong in de finale te verslaan. Vier jaar later won ze in de eindstrijd van Chen Jing.

## Post-pingpong
Deng stopte op haar 24e met tafeltennis. In 2003 werd ze opgenomen in de International Table Tennis Federation Hall of Fame. In haar thuisland werd ze tot Chinees vrouwelijk sporter van de eeuw gekozen. Deng trouwde in 2007 met tafeltennisser Lin Zhigang. Op 31 augustus 2006 beviel ze in Parijs van hun eerste kind, zoontje Lin Hanming.
Deng ontplooide na haar sportcarrière politieke ambities en was onder meer een tijd lid van het adviesorgaan van het Chinese parlement. In april 2009 kreeg ze een post in de jeugdtak van de Communistische Partij in Peking, nadat ze in januari dat jaar een doctoraat behaalde aan de Universiteit van Cambridge.
1988: Chen Jing ·
1992: Deng Yaping ·
1996: Deng Yaping ·
2000: Wang Nan ·
2004: Zhang Yining ·
2008: Zhang Yining ·
2012: Li Xiaoxia ·
2016: Ding Ning ·
2020: Chen Meng ·
2024: Chen Meng
1988: Yang Young-ja / Hyun Jung-hwa ·
1992: Deng Yaping / Qiao Hong ·
1996: Deng Yaping / Qiao Hong ·
2000: Li Ju / Wang Nan ·
2004: Zhang Yining / Wang Nan